# نادي أتلتيكو أرجنتينو
نادي أتلتيكو أرجنتينو (بالإسبانية: Argentino de Rosario)‏ المعروف باسم أرجنتينو دي روساريو ، هو نادي كرة قدم أرجنتيني من مدينة روساريو، سانتا في.